# Pic Pedrós
El Pic Pedrós és una muntanya de 2.280,1 metres d'altitud situada al sud-oest del Massís del Carlit, al límit en el terme comunal d'Enveig, de l'Alta Cerdanya, a la Catalunya del Nord.
Està situat a la zona nord-oest del terme d'Enveig. És a llevant del Pic de Comau, al sud del Serrat de la Padrilla.
És destí freqüent de les rutes d'excursionisme del sud-oest del Massís del Carlit.